# فمینیسم بی‌خدا
فمینیسم بی‌خدا جنبشی طرفدار فمینیسم و بی‌خدایی است. فمینیست‌های بی‌خدا با دین مقابله می‌کنند به این علت که آن را منبع سرکوب و نابرابری برای زنان می‌دانند. آنها معتقدند اکثر ادیان موجب تبعیض جنسی و ظلم به زنان هستند.

## تاریخ

### ارنستین رز
نخستین فمینیست شناخته‌شده که بی‌خدا نیز بود، ارنستین رز زاده ۱۳ ژانویه ۱۸۱۰ در لهستان است. او صراحتاً عدم اعتقاد به یهودیت را اعلام کرد، که در نوجوانی موجب مشکل با پدرش که یک خاخام بود گردید. برای اجبار وی به یهودیت، وقتی ۱۶ سال داشت پدرش او را به نامزدی یکی از دوستان یهودی اش درآورد. به جای حل مسئله در دادگاه یهودی (با وجود اینکه پدرش خاخام محله بود)، او مسئله را در دادگاه سکولار مطرح کرده و دعوی را برد. او در ۱۸۲۹ به انگلستان رفت و در ۱۸۳۵ او یکی از بنیان‌گذاران انجمن بی‌خدای بریتانیا گردید. این سازمان خواهان «حقوق بشر برای همه، فارغ از جنسیت، طبقه، رنگ یا ملیت بود».

### الیزابت کدی استانتون و ماتیلدا جاسلین گیج

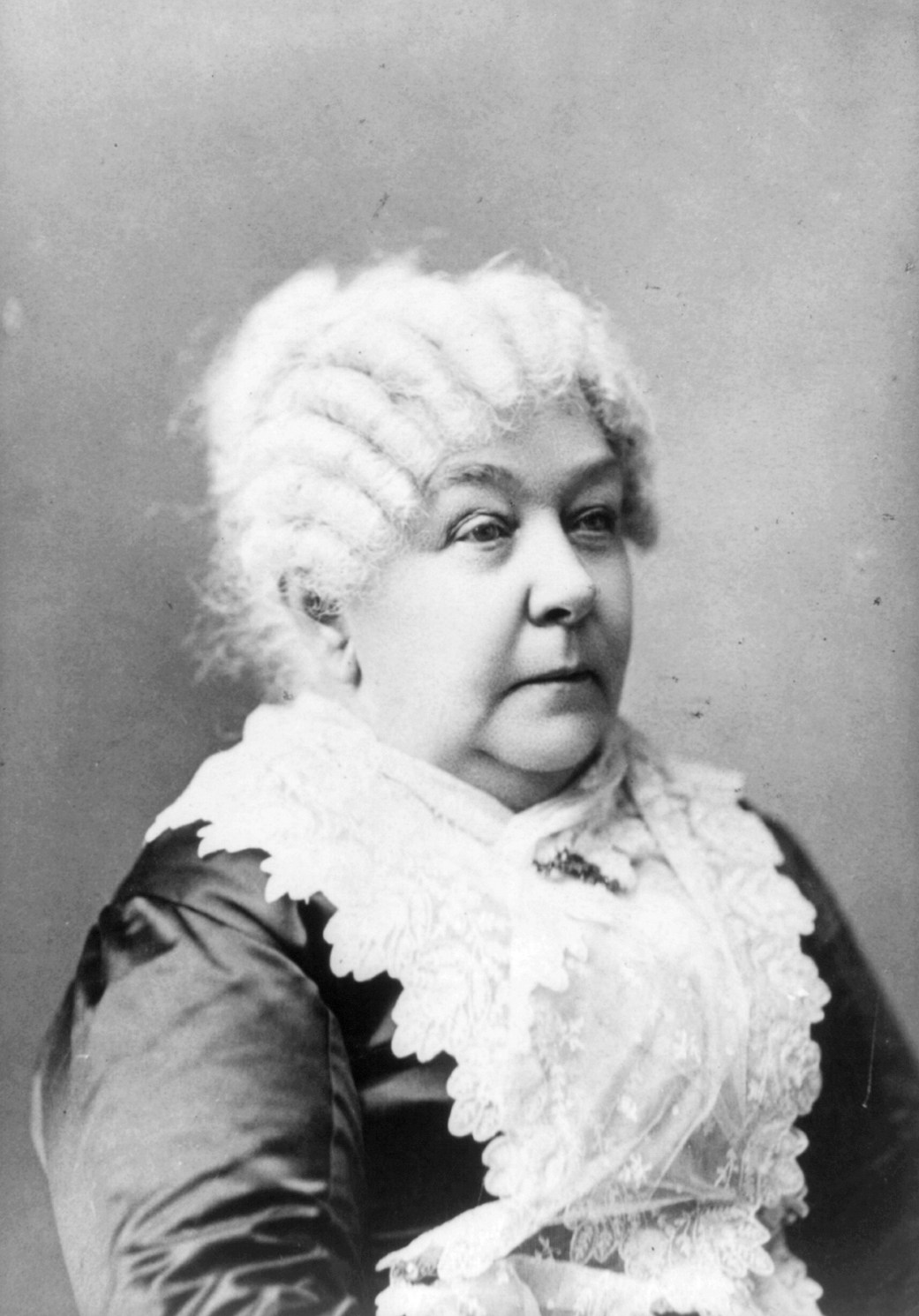
الیزابت کدی استانتون در سال‌های آخرش.

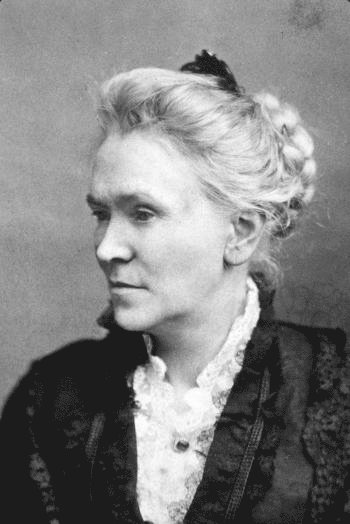
پرتره‌ای از ماتیلدا گیج

برجسته‌ترین مدافعان دیگر فمینیسم و بی‌خدایی در ۱۸۰۰، الیزابت کدی استانتون و ماتیلدا جاسلین گیج بودند. در ۱۸۸۵، الیزابت مقاله‌ای نوشت تحت عنوان «آیا مسیحیت برای زنان سودی داشته‌است؟» که در آن استدلال کرده بود که مسیحیت در واقع به ضرر حقوق زنان بوده‌است. وی اظهار نمود «تمامی ادیان تا کنون به تعلیم سروری و برتری مرد پرداخته و موجب تحقیر و تبعیت زن بوده‌اند. هر نوع شأن و منزلت جدید یا الهیات دگرگون‌ساز که ادیان تحویل داده‌اند برای مرد بوده، و آنها همگی چیزی جز تحقیر و تبعیت برای زنان به ارمغان نیاورده‌اند.» در ۱۸۹۳ ماتیلدا جاسلین گیج کتابی تحت عنوان «زن، کلیسا و حکومت» منتشر ساخت که به موجب آن مشهور گردید. او در این کتاب در راستای نمایاندن نقش کلیسای مسیحی در تقویت و مشروعیت‌بخشی به نظام پدرسالاری، کلیسا را مسئول غصب تمامی حقوق فردی و اجتماعی زنان به نفع مردان معرفی نمود که فرصت‌های آموزش، تحصیل و قضاوت را از آنان سلب کرده‌است. در ۱۸۹۵ الیزابت کدی استانتون کتابی به نام کتاب مقدس زنان نوشت که در نسخه تجدیدنظرشده‌اش با همین نام، از تمامی ادیان انتقاد کرده بود، و عنوان نموده بود که «آموزه‌های کتاب مقدس از فصل پیدایش تا مکاشفه، زنان را تحقیر می‌کند».

### امروزه
فمینیست بی‌خدا آنی لاری گیلور از بنیان‌گذاران بنیاد رهایی از دین، و از ۱۹۸۴ تا ۲۰۰۹ مدیر اجرایی مجله اندیشه آزاد امروز بوده‌است. به جز ترویج بی‌خدایی به صورت کلی، اقدام‌های فمینیستی او شامل نوشتن کتابی به نام «وای به زنان: کتاب مقدس به من می‌گوید» در ۱۹۸۱ بوده‌است. این کتاب تبعیض جنسی را در کتاب مقدس در معرض نمایش می‌گذارد. علاوه بر این در کتاب ۱۹۹۷ خود به نام «زنان بدون خرافات: بدون خدایان، بدون اربابان» به بررسی نوشته‌های تاریخی آزاداندیشان فمینیست معاصر پرداخته‌است. وی همچنین مقاله‌هایی دربارهٔ آسیب‌های دین به زنان نوشته‌است.
دیگر فمینیست‌های بی‌خدای برجسته که در حال حاضر فعال هستند شامل: آیان حرصی علی، تسلیمه نسرین، اوفلیا بنسون و آماندا مارکوت هستند.
زن سکولار نخستین سازمان ملی متمرکز بر زنان بی‌دین در ۲۸ ژوئن ۲۰۱۲ بنیان‌گذاری شد. هدف زن سکولار تقویت صدا، حضور و تأثیر زنان غیرمذهبی است.

## نقد ادیان

### بهاییت
فمینیست‌های بی‌خدا مخالف این هستند که زنان واجد شرایط عضویت در بیت‌العدل اعظم نیستند، که عالی‌ترین مقام تصمیم‌گیری در آیین بهایی است.

### اسلام
۶۸ آیه قرآن که دارای تبعیض جنسیتی دانسته می‌شوند در انجیل مشروح شک‌گرا فهرست شده‌اند. همچنین فمینیست‌های بی‌خدا این حقیقت که بسیاری مسلمانان خدا را مرد فرض کرده‌اند محکوم می‌نمایند.
فمینیست‌ها بی‌خدا مخالف این ایده هستند که زنان در هنگام قاعدگی نجس پنداشته می‌شوند، و باید محدودیت‌های خاصی داشته باشند، و این را جنسیت‌گرایی (سکسیسم) می‌دانند. همچنین فمینیست‌های بی‌خدا مخالف احکام اسلام (شریعه) هستند، و بسیاری از احکام اسلامی را دارای تبعیض جنسیتی و بی‌رحمانه نسبت به زنان می‌دانند. برای مثال، فمینیست‌های بی‌خدا مخالف این هستند که در برخی جوامع اسلامی زنان مجبور به پوشاندن خود هستند ولی مردان مجبور نیستند، و در صورت عدم رعایت توسط پلیس اخلاق مجازات می‌شوند.
فمینیست‌های بی‌خدا مخالف نقص عضو جنسی زنان و قتل ناموسی هستند، که معتقدند در بعضی مواقع به سبب عقاید اسلامی اتفاق می‌افتند. برای مثال، کسانی که قتل ناموسی مرتکب می‌شوند معمولاً جرم خود را به این گونه توجیه می‌کنند که قربانیان از پوشیدن حجاب اسلامی خودداری می‌کردند یا با مردان غیرمسلمان رابطه داشته‌اند.
فمینیست‌های بی‌خدا همچنین مخالف طلاق در اسلام هستند، وقتی که مرد می‌تواند زن خود را به سادگی با گفتن سه بار «طلاق‌ات می‌دهم» طلاق دهد. درحالیکه زنان برای طلاق مشکل‌های فراوان دارند، و اگر بتوانند طلاق بگیرند در حفظ حضانت فرزندان خود به مشکل برمی‌خورند. آنها همچنین مخالف ایده «نصف بودن شهادت زن نسبت به مرد» هستند (۲۸۲ بقره). همچنین با نصف‌بودن ارثیه زن مخالف‌اند (۱۱ النساء).
فمینیست‌های بی‌خدا این ایده جنسیت‌گرا را که که برخی مسلمانان (برخی آن را تعبیر نادرست دانسته‌اند) در مورد زندگی پس از مرگ دارند محکوم می‌کنند، که در آن معتقدند به مردان مسلمان ۷۲ زن باکره به نام حوری تعلق می‌گیرد که عادت ماهانه نداشته، کودک به دنیا نیاورده، بوی بد واژن یا یائسگی ندارند. درحالیکه وعده مشابهی به زنان مسلمان داده نشده‌است.
همچنین فمینیست‌های بی‌خدا مشاهده کرده‌اند که در برخی مکاتب اسلامی زنان نمی‌توانند در احکام دینی رهبری کنند (از جمله به عنوان پیش‌نماز). هر چند در سال‌های اخیر برخی زنان مسلمان سعی در تغییر این قوانین داشته‌اند.

### مزدیسنا
فمینیست‌های بی‌خدا این حقیقت را محکوم می‌نمایند که موبدان زرتشتی بایستی مرد باشند، و خدای زرتشتی، مرد محسوب می‌شود.